# Hexatoma (Eriocera) laticostata
Hexatoma (Eriocera) laticostata is een tweevleugelige uit de familie steltmuggen (Limoniidae). De soort komt voor in het Neotropisch gebied.